# Lejamaní
Lejamaní è un comune dell'Honduras facente parte del dipartimento di Comayagua.
Il comune è stato istituito il 13 settembre 1842.